# Fédry
Fédry ist eine Gemeinde im französischen Département Haute-Saône in der Region Bourgogne-Franche-Comté.

## Geographie
Fédry liegt auf einer Höhe von 205 m über dem Meeresspiegel, 20 Kilometer westlich von Vesoul (Luftlinie). Das Dorf erstreckt sich im Westen des Départements, am nördlichen Rand des Saônetals, am Eintritt des Ruisseau de la Bonde in die breite Niederung. 
Die Fläche des 8,76 km² großen Gemeindegebiets umfasst einen Abschnitt des mittleren Saône-Tals. Die südliche Grenze verläuft meist entlang der Saône, die hier mit großen Schleifen durch eine breite Alluvialniederung nach Südwesten fließt. Die Talaue liegt durchschnittlich auf 200 m und weist eine Breite von ungefähr zwei Kilometern auf. Der Fluss ist zur Wasserstraße ausgebaut, wobei die Schleifen durch Seitenkanäle abgeschnitten werden. 
Vom Flusslauf erstreckt sich das Gemeindeareal nordwärts über die Talaue und einen bis zu 50 m hohen Steilhang auf das angrenzende Plateau. Diese Hochfläche besteht aus einer Wechsellagerung von kalkigen und sandig-mergeligen Sedimenten der oberen Jurazeit. Sie wird durch den Taleinschnitt des Ruisseau de la Bonde, der oberhalb des Dorfes zu einem Fischweiher aufgestaut ist, untergliedert. Die fruchtbaren Böden der Talebene und des Plateaus werden überwiegend landwirtschaftlich genutzt. Mit 264 m wird auf der Kuppe des Haut de Chênois an der westlichen Gemeindegrenze die höchste Erhebung von Fédry erreicht. Nach Norden reicht der Gemeindeboden in ausgedehnte Waldungen (bis 255 m). 
Nachbargemeinden von Fédry sind Grandecourt und Vy-lès-Rupt im Norden, Chantes im Osten, Soing-Cubry-Charentenay im Süden sowie Vanne im Westen.

## Geschichte
Das Gemeindegebiet von Fédry war schon sehr früh besiedelt. Bei Ausgrabungen wurden 1880 zahlreiche Silex-Werkzeuge, Pfeilspitzen und Keramik eines mesolithischen Wohnplatzes zutage gefördert. Westlich des Dorfes wurden Überreste eines römischen Verkehrsweges gefunden. 
Erstmals urkundlich erwähnt wird Fédry im Jahr 1108. Der Ortsname leitet sich vermutlich vom germanischen Personennamen Friedrich ab. Im Mittelalter gehörte Fédry zur Freigrafschaft Burgund und darin zum Gebiet des Bailliage d’Amont. Es bildete den Mittelpunkt einer eigenen kleinen Herrschaft. Das Dorf wurde 1569 von Truppen des Herzogs von Zweibrücken geplündert und gebrandschatzt. Zusammen mit der Franche-Comté gelangte Fédry mit dem Frieden von Nimwegen 1678 definitiv an Frankreich. Durch einen Großbrand wurden am 10. Juli 1838 zahlreiche Häuser zerstört. Heute ist Fédry Mitglied des 42 Ortschaften umfassenden Gemeindeverbandes Communauté de communes des Quatre Rivières.

## Sehenswürdigkeiten
Die einschiffige gotische Kirche Saint-Jean-Baptiste stammt aus dem 14. Jahrhundert. Der Bau wurde im 16. und 17. Jahrhundert verändert und mit Seitenkapellen versehen. Bemerkenswert ist der Hauptaltar aus dem 18. Jahrhundert mit dem Gemälde, das Johannes den Täufer zeigt. Aus dem 19. Jahrhundert stammt das Schloss, in dessen Park Ruinen des mittelalterlichen Herrschaftssitzes erhalten sind. Ebenfalls sehenswert ist das Lavoir, das 1838 errichtet wurde und einst als Waschhaus und Viehtränke diente. Sein Dach wird von zwölf Säulen getragen.

## Bevölkerung
| Jahr                       | 1962 | 1968 | 1975 | 1982 | 1990 | 1999 | 2007 | 2018 |
| Einwohner                  | 173  | 152  | 137  | 109  | 92   | 108  | 113  | 97   |
| Quellen: Cassini und INSEE |      |      |      |      |      |      |      |      |

Mit 94 Einwohnern (1. Januar 2022) gehört Fédry zu den kleinsten Gemeinden des Départements Haute-Saône. Nachdem die Einwohnerzahl während der ersten Hälfte des 20. Jahrhunderts deutlich abgenommen hatte (1881 wurden noch 423 Personen gezählt), wurden seit Mitte der 1970er Jahre nur noch geringe Schwankungen verzeichnet.

## Wirtschaft und Infrastruktur
Fédry war bis weit ins 20. Jahrhundert hinein ein vorwiegend durch die Landwirtschaft (Ackerbau, Obstbau und Viehzucht) und die Fischerei geprägtes Dorf. Heute gibt es einige Betriebe des lokalen Kleingewerbes. In den letzten Jahrzehnten hat sich das Dorf zu einer Wohngemeinde gewandelt. Viele Erwerbstätige sind deshalb Wegpendler, die in den größeren Ortschaften der Umgebung ihrer Arbeit nachgehen.
Die Ortschaft liegt abseits der größeren Durchgangsachsen an einer Departementsstraße, die von Soing nach Scey-sur-Saône-et-Saint-Albin führt. Weitere Straßenverbindungen bestehen mit Cubry-lès-Soing und Vauconcourt-Nervezain.